# إدي دان (لاعب اتحاد الرغبي)
إدي دان (بالإنجليزية: Eddie Dunn)‏ هو لاعب اتحاد الرغبي نيوزيلندي، ولد في 19 يناير 1955 في Te Kōpuru ‏ في نيوزيلندا.